# Płyta indoaustralijska

Płyta Indoaustralijska – kolor jasnopomarańczowy.

Płyta indoaustralijska (ang. Indo-Australian Plate) – kontynentalna płyta tektoniczna, która prawdopodobnie dzieli się na dwie mniejsze płyty: australijską i indyjską, będącą najmniejszą płytą kontynentalną. Indie, Sahul (czyli dawny kontynent obejmujący Australię, Nową Gwineę i Tasmanię), Nowa Zelandia i Nowa Kaledonia stanowią fragmenty prehistorycznego superkontynentu Gondwany, do którego należała również południowa Afryka, Ameryka Południowa i Antarktyda.
Płyta indoaustralijska – poprzez płytę indyjską – od zachodu graniczy z płytą arabską i afrykańską, od wschodu i północnego wschodu z płytą pacyficzną, od południa z płytą antarktyczną. Na północy płyta indyjska naciska na płytę eurazjatycką, czego efektem jest wypiętrzanie łańcuchów górskich Himalajów i Hindukuszu. Na dalszym odcinku swojej północnej granicy płyta indoaustralijska sąsiaduje z płytą eurazjatycką wzdłuż Rowu Sundajskiego. Granica dzieląca obie płyty niemalże pokrywa się linią Lydekkera biegnącą wzdłuż izobaty 200 m, która wyznacza zachodnią granicę kontynentu australijskiego w plejstocenie (kiedy poziom morza był znacznie niższy).